# 村立高等学校
村立高等学校（そんりつこうとうがっこう）は、村が設置する公立の高等学校。村立高校、村立高と略されることもある。

## 概況
村の教育委員会、都道府県の教育委員会が管轄する。
近年の市町村合併により市立高等学校、町立高等学校への名称変更や少子化による統廃合でその数も減少傾向にある。

## 日本の村立高等学校一覧
北海道
- 北海道真狩高等学校（虻田郡真狩村）
- 北海道留寿都高等学校（虻田郡留寿都村）
- 北海道おといねっぷ美術工芸高等学校（中川郡音威子府村）

奈良県
- 山添村立奈良県立山辺高等学校山添分校（山辺郡山添村）